# Dynasty (gruppo musicale)
I Dynasty sono stati un gruppo musicale di Los Angeles fondato da Dick Griffey e Leon Sylvers III nel 1978.
I componenti iniziali erano Nidra Beard e Linda Carriere (cantanti) e Kevin Spencer (tastiera). A loro si aggiunsero nel tempo Wayne Milstein (percussioni), Richard Randolph e Ernest Pepper Reed (chitarra), Wardell Potts Jr (batteria), William Shelby, Rick Smith e Kevin Spencer (tastiera).
I brani di maggior successo erano I've Just Begun to Love You del 1980 e Love in the Fast Lane dell'anno successivo.

## Formazione
- Nidra Beard – voce
- Linda Carriere – voce
- Wayne Milstein – percussioni
- Wardell Potts Jr. – batteria
- Richard Randolph – chitarra
- Ernest Pepper Reed – chitarra
- William Shelby – tastiere, voce
- Ricky Smith – keyboards
- Kevin Spencer – sintetizzatore, voce
- Leon Sylvers III – basso[4]

## Discografia

### Album
- 1979 - Your Piece of the Rock[5]
- 1980 - Adventures in the Land of Music[6]
- 1981 - The Second Adventure
- 1982 - Right Back at Cha!
- 1986 - Daydreamin'
- 1988 - Out of Control

### Brani
- 1979 - Your Piece of the Rock, Satisfied, When You Feel Like Giving Love (Dial My Number), I Don't Want to Be a Freak (But I Can't Help Myself)
- 1980 - Do Me Right, I've Just Begun to Love You, Adventures in the Land of Music, Something to Remember / Groove Control
- 1981 - Here I Am, Love in the Fast Lane
- 1982 - Check It Out, Strokin'
- 1983 - Does that ring a bell
- 1988 - Don't Waste My Time, Tell Me (Do You Want My Love?)